# Discophora (djur)
Discophora är ett släkte av fjärilar. Discophora ingår i familjen praktfjärilar.

## Dottertaxa tillDiscophora, i alfabetisk ordning[1]
- Discophora amethystina
- Discophora andamensis
- Discophora aristidesi
- Discophora bambusae
- Discophora bangkaiensis
- Discophora celebensis
- Discophora celinde
- Discophora ceylonica
- Discophora cheops
- Discophora continentalis
- Discophora deo
- Discophora deodoides
- Discophora despoliata
- Discophora dis
- Discophora engamon
- Discophora erasimus
- Discophora fruhstorferi
- Discophora hainanensis
- Discophora helvidius
- Discophora indica
- Discophora lepida
- Discophora melinda
- Discophora menetho
- Discophora mindorana
- Discophora muscina
- Discophora necho
- Discophora odora
- Discophora odorata
- Discophora ogina
- Discophora orbicularis
- Discophora perakensis
- Discophora philippina
- Discophora propinqua
- Discophora seminecho
- Discophora semperi
- Discophora significans
- Discophora simplex
- Discophora sondaica
- Discophora spiloptera
- Discophora symphronia
- Discophora timora
- Discophora tullia
- Discophora tulliana
- Discophora undata
- Discophora varda
- Discophora zal